# Philip Ifil
Philip Nathan Ifin (Willesden, 18 novembre 1986) è un ex calciatore inglese, di ruolo difensore.

## Biografia
Suo fratello maggiore Jerel è stato a sua volta un calciatore professionista.

## Caratteristiche tecniche
È un terzino destro.

## Carriera

### Club
Ha giocato nella prima divisione inglese.

### Nazionale
Ha giocato nelle nazionali giovanili inglesi Under-16, Under-17 ed Under-19.
Con la nazionale Under-20 inglese ha preso parte al Mondiale Under-20 2003.